# Psiconautas
Pour plus de détails, voir Fiche technique et Distribution.
Psiconautas (Psiconautas, los niños olvidados, en français Psychonautes, les enfants oubliés) est un film espagnol d'animation réalisé par Alberto Vázquez et Pedro Rivero, basé sur la BD du même nom de Vázquez. Il est sorti en 2015 en Espagne et en mai 2017 en France. C'est un dessin animé fantastique et un reboot du court-métrage Birdboy sorti en 2011, également réalisé par Vázquez.

## Synopsis
Une catastrophe industrielle a frappé une île sur laquelle vivent Birdboy, jeune garçon-oiseau, et son amie Dinky, une jeune souris adolescente et incomprise par sa famille. La mort des poissons, principale source de travail, a créé une grande vague de pauvreté. De plus, les ordures de toutes sortes s'accumulent rendant chaque jour l'île de plus en plus invivable. Dinky décide avec ses amis, Sandra et le petit renard, de s'enfuir vers la ville. Elle espère secrètement que Birdboy va les rejoindre dans leur périple, mais ce dernier a des ennuis avec la police qui a, quelques années plus tôt, abattu son père, persuadés qu'il vendait de la drogue pour survivre à cause de la perte de son emploi.
Dans ce monde détruit, mais toujours régi par les adultes, les adolescents devront affronter de nombreux dangers pour parvenir à leurs buts.

## Fiche technique
- Titre original : Psiconautas, los niños olvidados
- Titre français : Psiconautas
- Réalisation : Alberto Vázquez et Pedro Rivero
- Scénario : Alberto Vázquez et Pedro Rivero
- Pays d'origine : Espagne
- Format : Couleurs - 35 mm - 1,85:1
- Genre : animation, drame, science-fiction
- Durée : 76 minutes
- Dates de sortie :
  - Espagne : 24 septembre 2015 (Festival international du film de Saint-Sébastien 2015), 24 février 2017 (sortie nationale)
  - France  : 13 juin 2016 (Festival international du film d'animation d'Annecy 2016), 24 mai 2017 (sortie nationale)
- Film Interdit aux moins de 12 ans lors de sa sortie en France

## Prix
- 2017 : meilleur film d'animation à la 31e cérémonie des Goyas.